# Minami (Jokohama)
Minami (jap. 南区 Minami-ku; dosł. dzielnica południowa) – jedna z 18 dzielnic Jokohamy, stolicy prefektury Kanagawa, w Japonii. Ma powierzchnię 12,65 km². W 2020 r. mieszkały w niej 198 054 osoby, w 103 697 gospodarstwach domowych  (w 2010 r. 196 183 osoby, w 92 344 gospodarstwach domowych).
Dzielnica została założona 1 grudnia 1943 roku. Położona jest w środkowej części miasta. Graniczy z dzielnicami Hodogaya, Nishi, Isogo, Naka, Totsuka i Kōnan.

## Miejscowe atrakcje
- Yokohamashi Kodomo Botanical Gardens